# 85199 Habsburg
85199 Habsburg è un asteroide della fascia principale. Scoperto nel 1991, presenta un'orbita caratterizzata da un semiasse maggiore pari a 2,2052008 UA e da un'eccentricità di 0,1147312, inclinata di 5,40354° rispetto all'eclittica.